# 58 г. пр.н.е.
58 (петдесет и осма) година преди новата ера (пр.н.е.) е година от доюлианския (Помпилийски) римски календар.

## Събития

### В Римската република
- Консули на Римската република са Луций Калпурний Пизон Цезонин и Авъл Габиний.
- Януари – трибунът Публий Клодий Пулхер успява да въведе ежемесчно раздаване на зърно за бедните граждани на Рим и предлага закон изискващ всяко лице заемащо държавен пост и екзекутирало гражданин без съдебен процес да бъде наказвано със заточение. Този закон е свързан с екзекуцията на Публий Корнелий Лентул Сура и е насочен срещу Цицерон, въпреки че това негово решение е било в силите на правомощия дадени му от Сената. Клодий спечелва на своя страна консулите като предлага и прокарва решение предоставящо на тях управлението на провинциите Киликия и Македония след края на мандата им. Цицерон предпочита сам да напусне града, въпреки че е формално осъден на заточение.[1]
- По нареждане на Сената, Катон Млади анексира Кипър в името на Републиката.[2]
- Юни – трибун близък то Клодий налага вето на предложение за отмяна на заточението на Цицерон.[2]
- Първа година от Галските войни:
  - Март – Цезар пристига в Галия.[3]
  - Юни – Цезар побеждава мигриращите хелвети в битката при Арар.
  - Юли – решителна победа на Цезар в битката при Бибракте.
  - Септември – Цезар разбива свевите в битката при Вогезите
- Октомври – втори опит за отмяна на заточението на Цицерон е провален от Клодий.[4]

### В Египет
- Береника IV се възкачва на трона след бягството на Птолемей XII, който по-късно се обръща за помощ към Рим.

## Родени
- Ливия, втора съпруга на Октавиан Август (умряла 29 г.)

## Починали
- Птолемей, последният птолемейски цар на Кипър